# Leonarda Cianciulli
Leonarda Cianciulli (Montella, Reino de Italia, 18 de abril de 1894-Pozzuoli, Italia, 15 de octubre de 1970) fue una asesina en serie italiana, conocida como «la jabonera de Correggio» (en idioma italiano: «la Saponificatrice di Correggio») por haber asesinado a tres mujeres entre los años 1939 y 1940, convirtiendo sus cuerpos en jabón y pastas de té.

## Antes de los asesinatos
Cianciulli nació en Montella, aun siendo joven intentó suicidarse dos veces. En 1917 se casó con un oficinista llamado Raffaele Pansardi, sus padres no aprobaron el matrimonio pues querían que se casase con otro hombre, por eso decía que en esa ocasión su madre los maldijo. La pareja se mudó a la ciudad natal de Pansardi, Lauria, en 1921. Leonarda fue encarcelada por fraude en 1927. Cuando salió de la cárcel se mudaron a Lacedonia, pero su casa fue destruida por un terremoto en 1930. Se volvieron a mudar a Correggio donde Cianciulli abrió una pequeña tienda, que se hizo popular y frecuentada por sus vecinos. 
Leonarda tuvo 17 embarazos durante su matrimonio, pero perdió tres de ellos a causa de abortos naturales. Diez más murieron siendo niños por lo cual era extremadamente protectora de los otros 4 que aún vivían.  Sus miedos eran alimentados por una vidente que tiempo atrás le había dicho que se casaría y tendría hijos, pero que todos sus hijos morirían jóvenes.

## Asesinatos
En 1939, Leonarda supo que su hijo mayor, Giuseppe, se había alistado en el ejército italiano para prepararse para la Segunda Guerra Mundial. Giuseppe era su hijo favorito y estaba determinada  a protegerlo a toda costa. Llegó a la conclusión de que su seguridad requería sacrificios humanos. Las víctimas fueron tres clientas suyas de mediana edad, y todas vecinas del barrio. Hay fuentes que dicen que Leonarda también podía ver el futuro y que sus víctimas fueron a ella en busca de ayuda. 

### Faustina Setti
La primera de las víctimas de Cianciulli, Faustina Setti, era una soltera que acudió a Leonarda para que la ayudara a encontrar marido. Cianciulli le hablo de posible candidato en Pola, pero le dijo que no le dijera a nadie acerca de la noticia. También le insistió en que escribiera cartas para sus amigos y familiares y que ella [Leonarda] las mandaría cuando llegara a Pola para que supieran que estaba bien. 
El día que Setti iba a irse a Pola, volvió a visitar a Cianciulli y esta le ofreció un vaso de vino con somníferos. Mientras dormía, la asesinó con un hacha y escondió el cadáver en un armario. Cortó el cadáver en partes y guardó la sangre en un bol. Con el cuerpo hizo jabón y con la sangre hizo pastel de té que ofrecía a las mujeres que iban a visitarle y del que tanto ella como Giuseppe comieron.

### Francesca Soavi
Francesca Soavi fue la segunda víctima. En este caso, Cianciulli, le dijo que le había encontrado un puesto de trabajo como maestra en una escuela para niñas en Piacenzia. También le dijo que escribiera cartas para sus conocidos, pero esta vez desde Correggio, detallando su plan. Soavi también fue a visitarla el día que se marchaba (5 de septiembre de 1940), ella corrió una suerte diferente, ya que fue descuartizada viva.

### Virginia Cacioppo
La última víctima de Cianciulli fue Virginia Cacioppo. A ella Cianciulli le contó que le había encontrado trabajo como secretaria para un misterioso empresario en Florencia. A Cacioppo también se le dijo que no le hablara a nadie sobre el trabajo. Aquella mañana (30 de septiembre de 1940) antes de partir fue a visitar a Leonarda e igual que Setti le dio a probar el mismo vino con estupefaciente y la asesinó.

## Descubrimiento y juicio
A la cuñada de Cacioppo le empezó a parecer sospechosa la desaparición de Virginia, pues la última vez que la vio fue entrando a la casa de Cianciulli. Le contó sus sospechas al superintendente de la policía de Reggio Emilia, quienes abrieron una investigación y arrestaron a Leonarda poco tiempo después.  Cianciulli no confesó los crímenes hasta que su hijo Giuseppe comenzó a parecer sospechoso. Leonarda confesó los crímenes dando todos los detalles posibles para demostrar la inocencia de su hijo. 
Fue declarada culpable de sus crímenes y fue sentenciada a 30 años de prisión y 3 años en un asilo para criminales.
Cianciulli murió en un asilo criminal para mujeres en Pozzuli el 15 de octubre de 1970. Varias pruebas del caso, entre ellas el caldero donde cocía a las víctimas están expuestas en el museo del crimen de Roma.